# Aurora (Isabela)
Aurora ist eine Stadtgemeinde in der Provinz Isabela im Bezirk Cagayan Valley auf den Philippinen. Am 1. August 2015 hatte sie 35.017 Einwohner und liegt im Tal den Magat-Rivers, im Osten der Cordillera Central.
Aurora ist in folgende 33 Baranggays aufgeteilt:
| - Apiat - Bagnos - Bagong Tanza - Ballesteros - Bannagao - Bannawag - Bolinao - Caipilan - Camarunggayan - Dalig-Kalinga - Diamantina | - Divisoria - Esperanza East - Esperanza West - Kalabaza - Rizaluna (Lapuz) - Macatal - Malasin - Nampicuan - Villa Nuesa - Panecien - San Andres | - San Jose (Pob.) - San Rafael - San Ramon - Santa Rita - Santa Rosa - Saranay - Sili - Victoria - Villa Fugu - San Juan (Pob.) - San Pedro-San Pablo (Pob.) |